# Деники
Деники —  упразднённая в 2023 году деревня Ильинского района Пермского края Российской Федерации. Входила на год упразднения в состав 
Ильинского городского округа.

## География
Урочище расположено в западной части округа на расстоянии примерно 4 километра по прямой на восток от деревни Посёр.

### Климат
Климат умеренно-континентальный с продолжительной холодной и снежной зимой и коротким летом. Средняя температура января −15,0 °С. Лето умеренно-теплое. Самый теплый месяц — июль. Средняя температура июля +17,7 °С. Продолжительность холодного периода составляет 5 месяцев, теплого 7 месяцев, а смена их происходит в октябре — осенью, весной в первой половине апреля. Число дней со снежным покровом по многолетним данным составляет от 171 до 176 дней. Годовая сумма осадков — 553 мм.

## История
Была известна с 1782 года как деревня Денюкова. До 2020 входила в состав Посёрского сельского поселения Ильинского района, после упразднения которых входит непосредственно в состав Ильинского городского округа. Фактически деревня прекратила свое существование и превратилась в урочище.
Упразднена в сентябре 2023 года.

## Население
Постоянное население составляло 0 человека как в 2002 году, так и в 2010 году.